# Епископ бококоторски Герасим
Герасим Петрановић (Шибеник, 23. април 1820 — Котор, 5/18. април 1906) био је епископ Српске православне цркве.

## Биографија
Брат му је био Божидар Петрановић. Основну школу завршио је у родном месту, гимназију и Богословију у Сремским Карловцима, а филозофију у Загребу.
Замонашен је 14. октобра 1844. године у манастиру Крупи. Рукоположен је у чин ђакона 9. децембра 1844. године а за презвитера 20. јула 1846. У чин архимандрита произведен је 6. децембра 1855. Био је професор Богословије у Задру и потпредседник конзисторије. Уживао је велики углед међу православним Србима у Далмацији.
Био је духовник Вуку Караџићу у Бечу и одржао му посмртни говор 1864. године.
Када је цар Франц Јозеф I посебним решењем од 6. новембра 1870. године одобрио да се оснује самостална Бококоторска епархија многи народни прваци су стали иза предлога да се за првог бококоторског епископа изабере управо архимандрит Герасим Петрановић. Иако је цар 25. фебруара 1871. године извршио ово именовање, убрзо се појавио проблем око хиротоније новоименованог епископа. Православни Срби су се надали да ће нова епархија остати у духовној заједници са Карловачком митрополијом, ало веома брзо се показало да државне власти имају другачије намере. Пошто је карловачки митрополитски трон у то време био упражњен, питање хиротоније Герасима Петрановића развлачило се читаве три године.
У међувремену, државне власти су припремале стварање постпуно нове митрополије. Царским решењем од 30. марта 1874. године, Бококоторска епархија је заједно са Далматинском епархијом стављена под јурисдикцију новоустановљене Буковинско-далматинске митрополије са средиштем у Черновцима. Тек након тога, Герасим Петрановић је 9. маја 1874. године био хиротонисан за епископа од стране буковинског митрополита, а потом је 26. маја свечано устоличен у Котору. Бококоторском епархијом је управљао веома успешно, све до смрти 1906. године.
Целог свог дугог живота бавио се књижевним радом. Био је један од уредника "Српско-далматинског магазина". Од својих скромних средстава основао је задужбину за сиромашне занатлије.
Умро је у Котору 18. априла 1906, а сахрањен у манастиру Савини.